# Янгикент (городище)
Янгикент (Жанкент, аль-Карьят аль-хадиса, Дихи-Нау, Дех-и-Нау, Шехркент, Шахаркент, Новая Гузия) — городище на территории Казалинского района Кызылординской области Казахстана.

## История

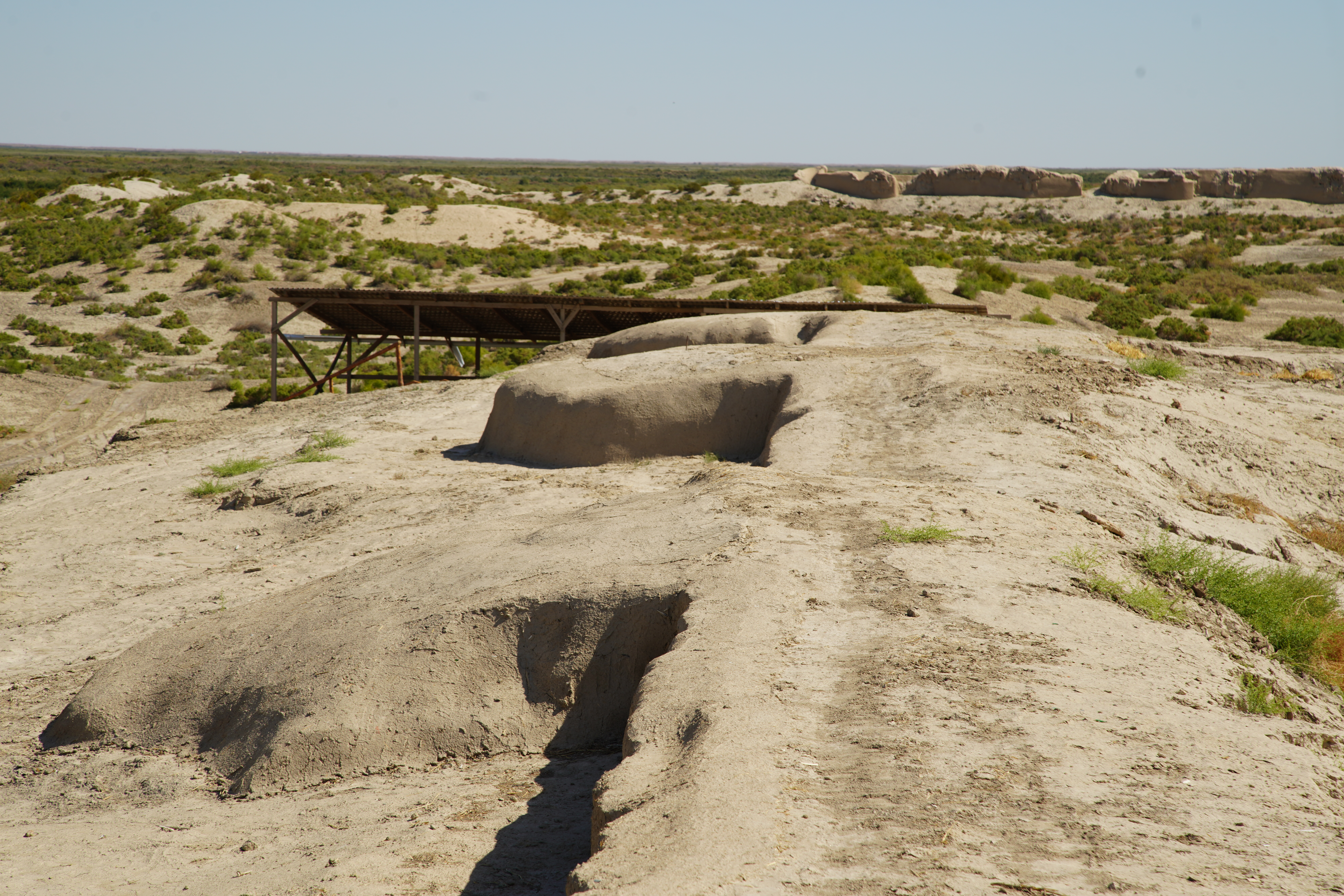
Крепостные стены городища

Янгикент возник в первые века нашей эры. В письменных источниках упоминается с X века как крупный торговый центр на караванном пути из Центрального Казахстана в Хорезм и Поволжье. Город также упоминается в сочинениях персидских историков Гардизи, Джувейни, Несеви и Омари под именем Шахаркент.
Население Янгикента, состояло в основном из колонистов, главным образом выходцев из Хорезма. Здесь обитали также перешедшие к оседлости группы огузов, о чем свидетельствует найденная на городище керамика
В X-XI веках был столицей (зимней ставкой) государства огузов. В Янгикенте был дворец ябгу и крупный огузский гарнизон, имелись большие базары и храмы. В письмах Гардизи отмечается, что через Янгикент проходил торговый путь, ведущий к Иртышу, где жили кимаки. Был развит и речной путь по Сырдарье, по которому в город возили зерно из Мавераннахра.
Город начал стремительно приходить в упадок в XIII веке после монгольского нашествия. а к XV веку был полностью покинут. Развалины Янгикента находятся на левом берегу нижней Сырдарьи, в 25 км к юго-западу от города Казалинска.

## Исследования
Янгикент впервые обследован в 1867 году российскими археологами П. И. Лерхом и М. К. Приоровым, которые провели раскопки и сняли план городища. В 1868 году раскопки продолжил В. В. Верещагин. В дальнейшем в изучении Янгикента принял участие В. В. Бартольд, впервые предположивший, что город некогда был столицей Огузского государства.
В ходе экспедиций XX века, организованных в 1946 и 1963 годах С. П. Толстовым, были собраны подробные материалы по истории города, культуре и занятиям населения, а также составлен точный план городища и произведена аэрофотосъёмка.
В Янгикенте нашли скелет одомашненной кошки, которая жила примерно в 775—940 годах (95 % доверительный интервал). Изотопный анализ костей показал, что животное кормили высокобелковой пищей. Анализ ядерной ДНК из каменистой части височной кости показал, что животное действительно было домашней кошкой вида Felis catus L., а не дикой степной кошкой. Митохондриальный гаплотип янгикентской кошки попадает в кладу, содержащую гаплотипы домашней кошки (F. l. lybica). Анализ кластеризации популяций, основанный на данных ядерного генома показал, что янгинкентская кошка группируется с домашними кошками (F. catus). Филогенетический анализ целых ядерных геномов подтверждает монофилию домашних кошек, включая янгикентскую кошку, которые вместе образуют родственную группу с геномом европейской дикой кошки (F. silvestris).

## Городище Янгикент в наши дни
Городище в плане обладает прямоугольной формой размерами 375×225 м. В северо-западной части города находится цитадель размером 100×100 м, высотой 7—8 м. Высота сохранившейся внешней оборонительной стены — 8 м. По углам стены сохранились сторожевые башни с отверстиями.